# Tournoi international De Paddel
Le Tournoi international De Paddel est une prestigieuse compétition par clubs de kayak-polo européen, qui se déroule à Dikkebus, en Belgique.
Le 14e tournoi se déroulera les 15 et 16 août 2009.